# Ökosoziales Forum
Der österreichische Verein Ökosoziales Forum engagiert sich regional, national und international für nachhaltige und faire Rahmenbedingungen in der globalisierten Wirtschaft. Das Ökosoziale Forum ist eine überparteiliche Plattform in verschiedenen Ländern, mit dem Ziel, die Idee der Ökosozialen Marktwirtschaft bekannt zu machen und in konkretes Handeln umzusetzen. 
Aktueller Präsident des Ökosozialen Forums ist der niederösterreichische Landesrat für Umwelt, Landwirtschaft und Energie, Stephan Pernkopf.

## Geschichte
1968 wurde die Österreichische Gesellschaft für Land- und Forstwirtschaftspolitik gegründet, erster Präsident war Karl Schleinzer. 1992 erfolgte die Umbenennung in Ökosoziales Forum, Präsident wurde Josef Riegler. 2001 kam das Ökosoziale Forum Europa als zweiter Verein hinzu, Präsident war ebenfalls Josef Riegler. Mit Jänner 2012 folgte Stephan Pernkopf Franz Fischler als Präsident nach. 2014 wurde Elisabeth Köstinger zur neuen Präsidentin des Ökosozialen Forums Europa gewählt, Präsident des Ökosozialen Forums blieb Stephan Pernkopf. Ehrenpräsidenten beider Foren sind Josef Riegler und Franz Fischler. Seit 2018 agieren die Vereine Ökosoziales Forum und Ökosoziales Forum Europa als gemeinsamer Verein unter dem Namen „Ökosoziales Forum Österreich & Europa“.

Das Logo der Global Marshall Plan Initiative

Im Jahr 2003 gründete das Ökosoziale Forum Europa in Kooperation mit dem Club of Budapest, der Deutschen Gesellschaft Club of Rome und der Stiftung Weltvertrag eine neue Initiative für Weltfrieden, Nachhaltigkeit und Gerechtigkeit. Ebenfalls an der Gründung beteiligt waren zahlreiche Vertreter aus Wissenschaft, Politik, Medien, Kultur, Wirtschaft und dem NGO-Bereich sowie Umweltverbände, karitative und kirchliche Organisationen. 
Das Ökosoziale Forum Europa unterstützt die Global Marshall Plan Initiative, die sich weltweit für sozial- und umweltpolitische Standards einsetzt.

## Ziele
Das Ökosoziale Forum setzt sich für die Umsetzung der Ökosozialen Marktwirtschaft auf regionaler, nationaler und globaler Ebene ein. Ziel der Ökosozialen Marktwirtschaft ist eine nachhaltige Gesellschaft, die in ihrem jeweiligen kulturellen Kontext ökologisch, sozial und ökonomisch zukunftsfähig agiert. 
Das Ökosoziale Forum setzt sich aktuell vor allem ein für: 
- ein modernes, ökologisches und sozial gerechtes Steuersystem in Österreich
- mehr Transparenz und Stabilität auf den internationalen Finanzmärkten, z. B. durch Einführung einer Finanztransaktionssteuer
- einen Weltvertrag auf Basis von Klimagerechtigkeit
- die weltweite Anerkennung und Umsetzung des Menschenrechts auf Nahrung
- die Einhaltung des 0,7-Prozent-Versprechens in der Entwicklungszusammenarbeit
- eine Perspektivenentwicklung für eine moderne, nachhaltige Agrarpolitik

Die Plattform vernetzt Personen und Organisationen, die sich für Nachhaltigkeit einsetzen. Neben der Funktion als „Drehscheibe für ökosoziales Handeln“ organisiert das Ökosoziale Forum Veranstaltungen, generiert Wissen und leistet in Wirtschaft, Wissenschaft und Politik sowie in der breiten Öffentlichkeit Bewusstseinsbildung für ein sozial und ökologisch nachhaltiges Gesellschafts- und Wirtschaftssystem. 

## Struktur
Das Ökosoziale Forum gliedert sich in zahlreiche Unterorganisationen. Neben dem Ökosozialen Forum Europa gibt es nationale und regionale Verbände.
- Ökosoziales Forum Österreich
  - Ökosoziales Forum Wien

In Österreich gibt es sechs regionale Foren, ein Schüler/innenforum und ein Studierendenforum.
Das Ökosoziale Forum Deutschland vollzog zum 1. Januar 2013 eine Fusion mit dem Forum Ökologisch-Soziale Marktwirtschaft.

## Anerkennungen
- Ernst Scheiber Hans-Kronberger-Umweltjournalistenpreis

## Hans-Kudlich-Preis
In Andenken an den österreichischen Bauernbefreier Hans Kudlich schreibt das Ökosoziale Forum Österreich jährlich den Hans-Kudlich-Preis aus. Erstmals verliehen wurde er im Jahr 1968 von der „Österreichischen Gesellschaft für Land- und Forstwirtschaftspolitik“, der Vorgängerorganisation des Ökosozialen Forums. Der Preis geht auf Initiative des damaligen Landwirtschaftsministers Karl Schleinzer und des Generalsekretärs der „Österreichischen Gesellschaft für Land- und Forstwirtschaftspolitik“, Ernst Brandstätter, zurück.

## Agrarische Rundschau
Die Agrarische Rundschau ist eines der bedeutendsten Journale für agrar-, umwelt- und wirtschaftspolitische Fragen in Europa. Die Zeitschrift wird vom Ökosozialen Forum herausgegeben und erscheint sechsmal im Jahr. Sie informiert über aktuelle Entwicklungen im In- und Ausland und versucht, drohende Probleme, Trends und Chancen aufzuzeigen und diese mit nationalen und internationalen Fachleuten zu diskutieren. Jede Ausgabe bietet ein Schwerpunktthema mit ausgewählten Fachartikeln, aktuellen Beiträgen und Interviews, agrar- und umweltrechtlichen Erläuterungen sowie Buchbesprechungen. Zu der Hauptzielgruppe gehören Wissenschaftler, Politiker, Wirtschaftsfachleute, Agrarbeamte, Agrarfunktionäre und Landwirte.